# Hanne Løye
Hanne Løye (født 19. november 1932 i Randers) er en dansk skuespillerinde.
Uddannet 1959 på Det kongelige Teaters Elevskole og rejste herefter til Odense Teater, hvor hun de næste fem år blev engageret, primært indenfor det klassiske repertoire.
Hun har også været tilknyttet Folketeatret, Gladsaxe Teater, Det ny Teater, Café Teatret og Det Danske Teater.
Fra tv huskes hun måske især for sin rolle som den private Realskoles forstanderinde, frk. Mikkelsen i Matador.
På filmsiden fik hun ikke så mange roller, dog huskes hun for sine små bemærkelsesværdige roller i Olsen-banden filmene, ofte som kapitalistens sekretær.
Privatliv
Hun var i 32 år gift med sceneinstruktør Palle Skibelund.

## Filmografi
| År   | Titel                                 | Rolle                               | Noter       |
| ---- | ------------------------------------- | ----------------------------------- | ----------- |
| 1966 | Dyden går amok                        | Anna, servitrice på kroen           | [ 4 ] [ 5 ] |
| 1966 | En tagsten i ho'det                   | barnepige                           |             |
| 1967 | Elsk din næste                        | hans kone, flink amatørelskerinde   |             |
| 1968 | Olsen-banden                          | Connies pige                        |             |
| 1968 | Stormvarsel                           | Oda                                 |             |
| 1969 | Damernes ven                          | afdøde Jonsens elskerinde           |             |
| 1978 | Olsen-banden går i krig               | fru. Hansen                         |             |
| 1979 | Olsen-banden overgi'r sig aldrig      | sekretær                            |             |
| 1981 | Olsen-bandens flugt over plankeværket | Bang Johansen's sekretær            |             |
| 1989 | Tekno Love                            |                                     | [ 3 ]       |
| 1993 | Roser og persille (Tango for tre)     | kunde i blomsterforretning          |             |
| 1998 | Olsen-bandens sidste stik             | Hallandsens sekretær, frk. Jokumsen |             |